# Noin Uła
Noin Uła – nekropola kurhanowa wielmożów Xiongnu z I wieku p.n.e. – I wieku n.e., położona około 130 km na północ od stolicy Mongolii, Ułan Bator.
Cmentarzysko liczy około 200 kurhanów o wysokości około 2 m. Kryją one kwadratowe komory grobowe zbudowane z drewna, których ściany ozdobione były dywanami i innymi dekoracyjnymi tkaninami. Do znalezisk tam odkrytych należą: bransolety, paciorki z bursztynu, ozdoby z nefrytu, brązowe lampki i zwierciadła, srebrne i złote plakietki z przedstawieniami zwierząt i roślin, laki chińskie, żelazne wędzidła końskie, groty strzał. Odkryto tutaj najstarszy znany kobierzec jedwabny. Większość tkanin była pochodzenia chińskiego, niektóre tylko były towarem importowanym z Baktrii.
Kurhany w Noin Uła badane były od lat dwudziestych XX wieku m.in. przez archeologów rosyjskich, mongolskich i koreańskich, co przyniosło liczne odkrycia. Obecnie większość znalezisk z Noin Uła znajduje się w kolekcji petersburskiego Ermitażu, pozostałe – w zbiorach Mongolskiego Muzeum Narodowego w Ułan Bator.